# Star People
Star People je studiové album amerického trumpetisty Milese Davise z roku 1983. Nahráváno bylo v rozmezí srpna 1982 a února 1983. Producenty alba byli Teo Macero a Bob Belden a vyšlo u vydavatelství Columbia Records. V roce 2009 vyšlo jako součást box setu Miles Davis: The Complete Columbia Album Collection.

## Seznam skladeb
Autorem všech skladeb je Miles Davis.
| Pořadí         | Název          | Délka |
| -------------- | -------------- | ----- |
| 1.             | Come Get It    | 11:01 |
| 2.             | It Gets Better | 10:07 |
| 3.             | Speak          | 8:28  |
| 4.             | Star People    | 18:46 |
| 5.             | U'N'I          | 5:55  |
| 6.             | Star on Cicely | 4:26  |
| Celková délka: | Celková délka: | 58:54 |

## Obsazení
- Miles Davis – trubka, klávesy
- John Scofield – elektrická kytara
- Mike Stern – elektrická kytara
- Bill Evans – tenorsaxofon, sopránsaxofon
- Tom Barney – baskytara
- Mino Cinelu – perkuse
- Al Foster – bicí
- Marcus Miller – baskytara
- Gil Evans – aranžmá